# جوك روبرتسون
جوك روبرتسون (بالإنجليزية: Jock Robertson)‏ (21 فبراير 1898 في المملكة المتحدة - 29 ديسمبر 1970 في المملكة المتحدة) هو لاعب كرة قدم بريطاني (وحمل سابقاً جنسية المملكة المتحدة لبريطانيا العظمى وأيرلندا) في مركز الدفاع. لعب مع نادي غيلينغهام.